# Signe Lagerborg-Stenius
Signe Lagerborg-Stenius (4 d'abril de 1870, Hèlsinki – 15 de juliol de 1968, Hèlsinki) va ser una arquitecta finlandesa.
Els seus pares van ser Robert Olof Lagerborg (1835-1882) i Carolina Lovisa Constance Furuhjelm (1837-1912). Es va casar el 1905 amb l'arquitecte Gunnar Stenius (1877-1965). Els seus fills van ser el matemàtic, filòsof i professor Erik Stenius, i el també arquitecte Olof Stenius (1907-1968).
Signe Lagerborg-Stenius es va graduar com a arquitecta en 1892 a l'Escola Tècnica de Hèlsinki i també va estudiar a la Universitat de Hèlsinki per obtenir el títol de professora de dibuix. Entre 1892 i 1905 va treballar com a arquitecta per a la Direcció general d'edificis de Finlàndia. Després del seu matrimoni, va treballar amb el seu marit Gunnar Stenius, i també va treballar com a arquitecta i professora de dibuix.
Va estar involucrada en política i va ser la líder del Partit Popular Suec a l'ajuntament de Hèlsinki en els anys 1926-1930, i de 1933 a 1944. També va ser una activa feminista.

## Edificis
- 1895 - Llar per a nens a Kallio (Hèlsinki);
- 1910 - Llar per a nens convalescents a Taka-Töölö (Hèlsinki);
- 1914 - Sanatori per a malalties respiratòries a Hanko;[1]
- 1928 - Edifici "Storstugan" a Ruskeasuo;
- 1932 - Edifici "Fylgiastugan" a Ruskeasuo, demolit en 1967.